# Vadym Boichenko
Vadym Serguíovych Boychenko (en ucraniano, Вадим Сергійович Бойченко; Mariúpol, 5 de junio de 1977) es un político ucraniano y alcalde de la ciudad de Mariúpol en el óblast de Donetsk (Ucrania).

## Biografía
Nació el 5 de junio de 1977 en Mariúpol. Egresó de la escuela local n.º 41 (distrito de Ordzhonikidze).
Se graduó en la Universidad Técnica Estatal de Priazov (2001) con un título en Tecnologías de Transporte, y en la Universidad Nacional de Donetsk (2015) con un título en Administración de Empresas.

### Carrera
Comenzó su carrera en 1995 en la planta metalúrgica Azovstal en Mariúpol, donde pasó de ser un conductor asistente de locomotoras, a ser jefe del departamento de tiendas de transporte del servicio. En 2010, se unió al Metinvest (grupo ucraniano que integra empresas siderúrgicas y mineras) del empresario ucraniano multimillonario Rinat Ajmétov, donde finalmente asumió el cargo de Jefe de la Dirección de Recursos Humanos. De 2013 a 2015, fue empleado de la Siderurgia Ilyich de Mariúpol, que también forma parte de la estructura empresarial de Ajmétov. En el momento de su salida de la planta, Boychenko ocupaba el cargo de Director de Recursos Humanos y Asuntos Sociales.

### Actividad política
El 28 de agosto de 2013, fue elegido miembro del Comité Ejecutivo del Ayuntamiento de Mariúpol, donde se presentó su candidatura a propuesta del colectivo laboral de la Ferrería Ilich.
En 2014, el alcalde de Mariúpol, Yuriy Hotlubey, dijo que quería ver a Boychenko como su sucesor en el cargo.
En las elecciones locales de 2015, Boychenko ganó en la primera vuelta y fue elegido alcalde de Mariúpol. En las elecciones parlamentarias de 2019, Boychenko estuvo entre los diez primeros del Bloque de Oposición. En vísperas de las elecciones locales de 2020, la facción más grande del consejo de la ciudad, la facción del Bloque de Oposición, pasó a llamarse facción del Bloque Vadym Boychenko. Al final de las elecciones de 2020, Boychenko fue elegido nuevamente alcalde, obteniendo un 64,5% de los votos. En el momento de la elección, era miembro del partido Bloque Vadym Boychenko.

## Asedio de Mariúpol de 2022
Durante la invasión rusa de Ucrania en 2022, Boychenko dio actualizaciones regulares al mundo exterior sobre el asedio de Mariúpol.